# کوه کارتالا
کوه کارتالا (به لاتین: Mount Karthala) یک آتشفشان سپری در اتحاد قمر است که در اتحاد قمر واقع شده‌است. کوه کارتالا ۲٬۳۶۱ متر بالاتر از سطح دریا واقع شده‌است.